# شط الشامية
هو أحد فروع نهر الفرات في العراق سمي بشط الشامية لمروره بقضاء الشامية في محافظة الديوانية إذ أنه يدخل حدود المحافظة من جهة الشمال الغربي _بعد تفرعه من شط الهندية (هو و شط الكوفة ) جنوب مدينة الكفل – مقابل طريق مرقد الإمام زيد بن علي مارّاً بنواحي المهناوية و الصلاحية ومركز قضاء الشامية و ناحية غماس لينتهي بعدة جداول تصب في شط الشنافية ليكون معاً نهر الفرات الرئيس ضمن أراضي الشنافية ،ليتفرع مرة أخرى إلى فرعي السبيل والعطشان إلى الجنوب من ناحية الشنافية وبذلك يقطع مسافة طولها (80 كم ) وبطاقة تصريفية (140,3م3/ ثا) يروي مساحة قدرها (384000 دونم) ويتفرّع من شط الشامية (128) جدولاً أهمها جدول المهناوية بطول (21كم) وطاقة تصريفية قدرها (12م3/ثا) وتقدر مساحته الإروائية بـ (25000 دونم).

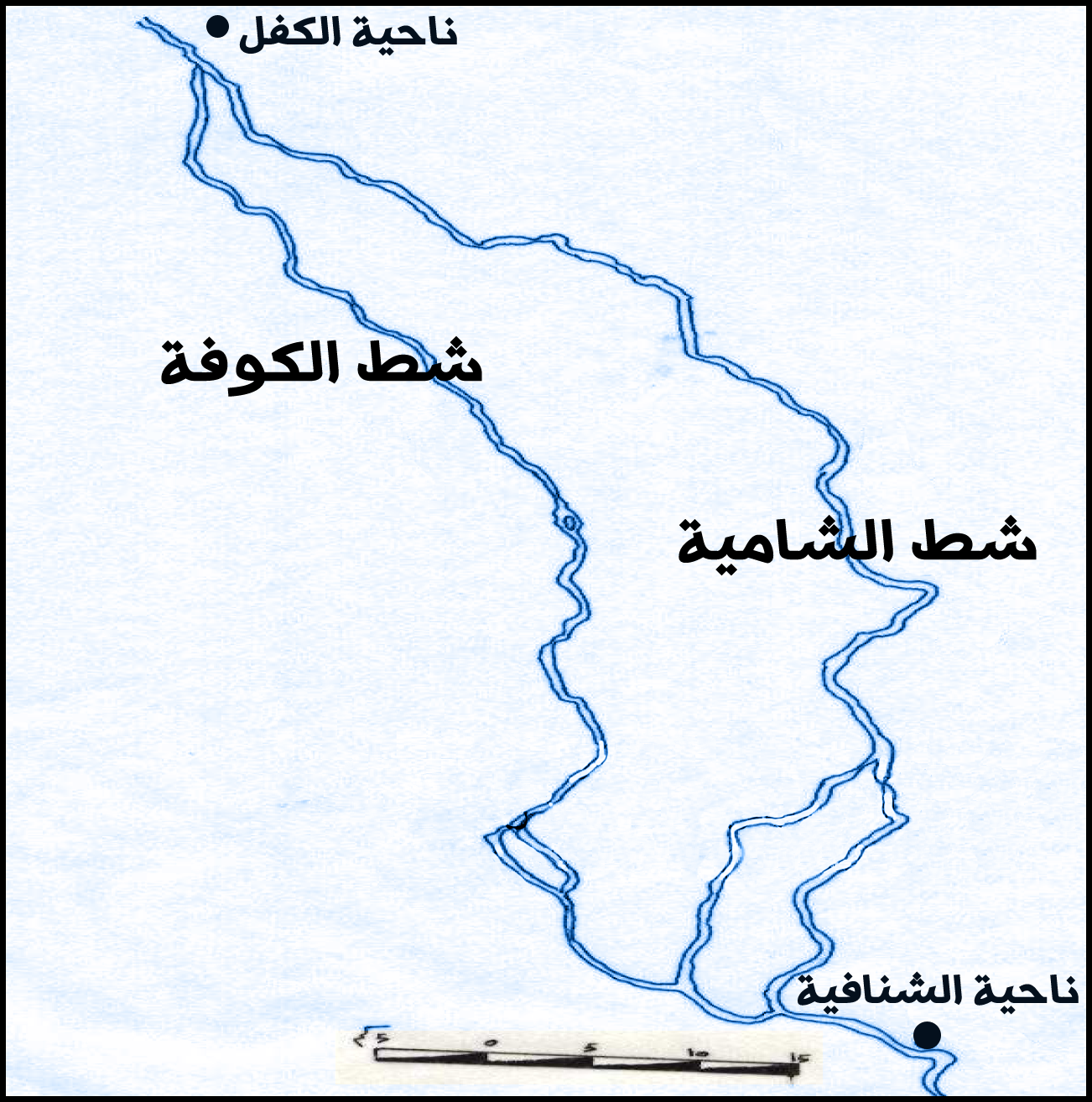
خارطة نهر الشامية

## الجداول المتفرعة
| ت  | إٍسم الجدول        | الطول (كم) | التصريف م³/ثا | المساحة المروية /دونم |
| -- | ----------------- | ---------- | ------------- | --------------------- |
| 1  | جدول المهناوية    | 21         | 12            | 25000                 |
| 2  | جدول الجيجان      | 12         | 5             | 5000                  |
| 3  | جدول عكر          | 5.6        | 2.5           | 2500                  |
| 4  | جدول غضب          | 9          | 2             | 2000                  |
| 5  | جدول الحدادي      | 7          | 5             | 600                   |
| 6  | جدول مهدي العسل   | 5          | 3             | 4680                  |
| 7  | جدول النجارية     | 5          | 9             | 14113                 |
| 8  | جدول غريشة        | 9          | 1.5           | 2352                  |
| 9  | جدول الخشانية     | 4          | 4             | 6272                  |
| 10 | جدول الدراعي      | 4          | 3             | 4730                  |
| 11 | جدول المعبرة      | 14         | 4             | 2000                  |
| 12 | جدول الفيضة       | 4          | 3             | 4710                  |
| 13 | طبر آل إبراهيم    | 3.5        | 6             | 12000                 |
| 14 | جدول حاوي         | 10         | 4             | 4700                  |
| 15 | جدول أبو حلال     | 10         | 2             | 902                   |
| 16 | جدول ضاحي آل حمود | 4          | 4             | 1350                  |
| 17 | جدول النغيل       | 11         | 4             | 2000                  |
| 18 | جدول البحيوي      | 4          | 0.6           | 350                   |
| 19 | جدول النحس        | 6          | 6             | 3000                  |
| 20 | جدول النغيشية     | 4          | 6             | 1050                  |
|    | المجموع           | 152.1      | 86.6          | 99309                 |